# Корякін Юрій Дмитрович
Юрій Дмитрович Коря́кін (27 лютого 1929, Дніпропетровськ — 17 липня 2008, Дніпропетровськ) — український художник; член Спілки радянських художників України з 1957 року.

## Біографія
Народився 27 лютого 1929 року в місті Дніпропетровську (нині Дніпро, Україна). 1950 року закінчив Дніпропетровське художнє училище, де навчався у Михайла Паніна, Миколи Погрібняка, Вячеслава Ховаєва. Протягом 1950—1953 років навчався у Харківському художньому інституті у Йосипа Дайца, Василя Мироненка, Петра Супоніна.
Упродовж 1953—1987 років працював на Дніпропетровському художньо-виробничому комбінаті. Мешкав у Дніпропетровську в будинку на проспекті Пушкіна, № 61, квартира № 14. Помер у Дніпропетровську 17 липня 2008 року.

## Творчість
Працював у галузях станкової графіки і станкового живопису. Серед робіт:
графіка
- серія «Метал заводу імені Петровського» (1960, естамп);
- «Гамалія» (1961, естамп);
- «Чергова плавка» (1963, ліногравюра);
- «Кобзар» (1964, ліногравюра);
- «Сіяч» (1967, ліногравюра);
- «Сталевар» (1967);

живопис
- «Шляхами війни» (1970);
- «На риболовлі» (1971);
- «Георгій Нарбут» (1979);
- «Цілина» (1985).

Брав участь в обласних виставках з 1957 року, у республіканських — з 1960 року, всесоюзних та зарубіжних — з 1962 року.
Окремі роботи художника зберігаються у Дніпровському художньому музеї.